# ضربات صواريخ كروز على العراق (1996)
وقعت ضربات صواريخ كروز على العراق 1996 (عملية ضربة الصحراء) في سبتمبر 1996 خلال الحرب الأهلية الكردية. وقد تضمنت ضربة مشتركة للقوات البحرية والجوية الأمريكيتين ضد أهداف للدفاعات الجوية في جنوب العراق. أصابت الصواريخ أهداف في وبمحيط الكوت، الإسكندرية، الناصرية، والتليل.

## الهجوم العراقي
في 31 أغسطس 1996، أطلقت القوات العسكرية العراقية هجومها الأكبر منذ عام 1991 على مدينة أربيل في كردستان العراق. بالتنسيق مع الحزب الديمقراطي الكوردستاني (PDK) لغرض طرد اتباع حزب الاتحاد الوطني الكردستاني (PUK) من مدينة اربيل والسيطرة على اربيل وتسليمها إلى الحزب الديمقراطي الكوردستاني أوقد هذا الهجوم المخاوف الأميركية من أن الرئيس العراقي صدام حسين يعتزم شن حملة إبادة جماعية ضد الأكراد مماثلة إلى حملات عامي 1988 و1991. كما وضع الهجوم صدام في انتهاك واضح لقرار مجلس الأمن التابع للأمم المتحدة رقم 688 الذي يمنعه من قمع الأقليات العرقية في العراق.
بعد تنصيب الحزب الديمقراطي الكوردستاني من قبل القوات العراقية حاكما لمدينة اربيل انسحب مقاتلي حزب الاتحاد الوطني الكردستاني وزعيمه جلال الطلباني إلى خارج مدينة اربيل ومن ثم إلى الحدود الإيرانية، وقامت القوات الأمريكية باخلاء 700 شخص من حركة المؤتمر الوطني العراقي وكذلك تم اخلاء أكثر من 6000 شخص كردي موالي للغرب من مناطق شمال العراق

## روابط خارجية
- عملية ضربة الصحراء على globalsecurity.org